# Puerta del Sur (stanice metra v Madridu)
Puerta del Sur (plným názvem španělsky Estación de Puerta del Sur; doslovně přeloženo jako „Jižní brána“) je stanice metra v Madridu, která se nachází v jižní aglomeraci města. Stanice má výstup do ulic Avenida Olímpico Fernández Ochoa a Avenida de Leganés ve městě Alcorcón. Jedná se o přestupní stanici mezi linkami metra 10, které zde končí, a 12. Stanice se nachází v tarifním pásmu B1 a je bezbariérově přístupná.

## Historie
Stanice vznikla v rámci výstavby linky 12 a prodloužení linky 10 ze stanice Colonia Jardín a byla otevřena 11. dubna 2003 – v tento den bylo otevřeno jak prodloužení linky 10, tak i zároveň celá linka 12.

## Popis
Nástupiště jsou uspořádána tak, že na úrovni –1 se nacházejí v severo-jižním směru nástupiště linky 10 a na úrovni –2 se nacházejí kolmo nástupiště linky 12. Nástupiště jsou propojeny eskalátory. Stanice má dva vestibuly. Ve stanici je umožněn přejezd souprav mezi linkami.

## Fotogalerie

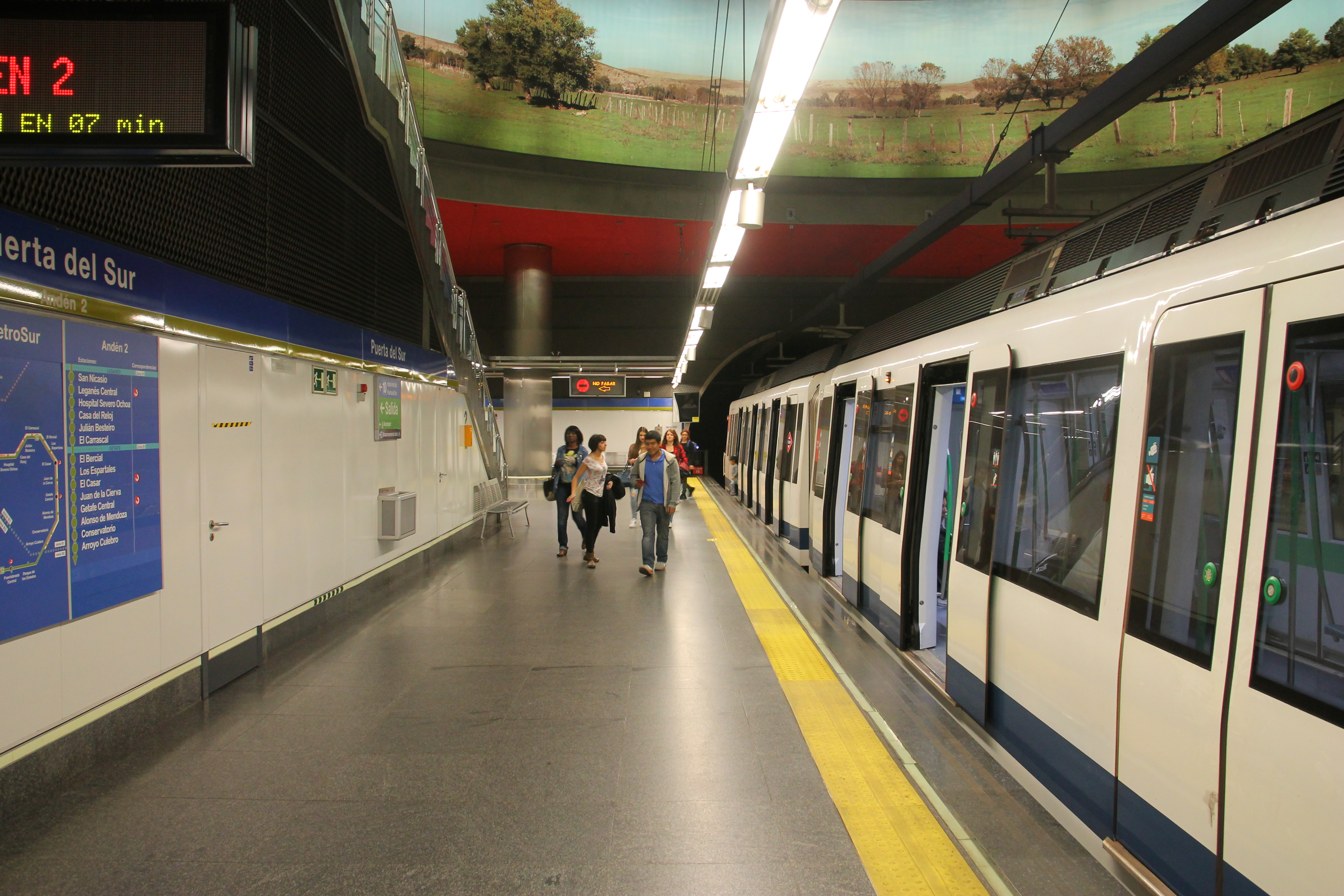
Nástupiště stanice – linka 12
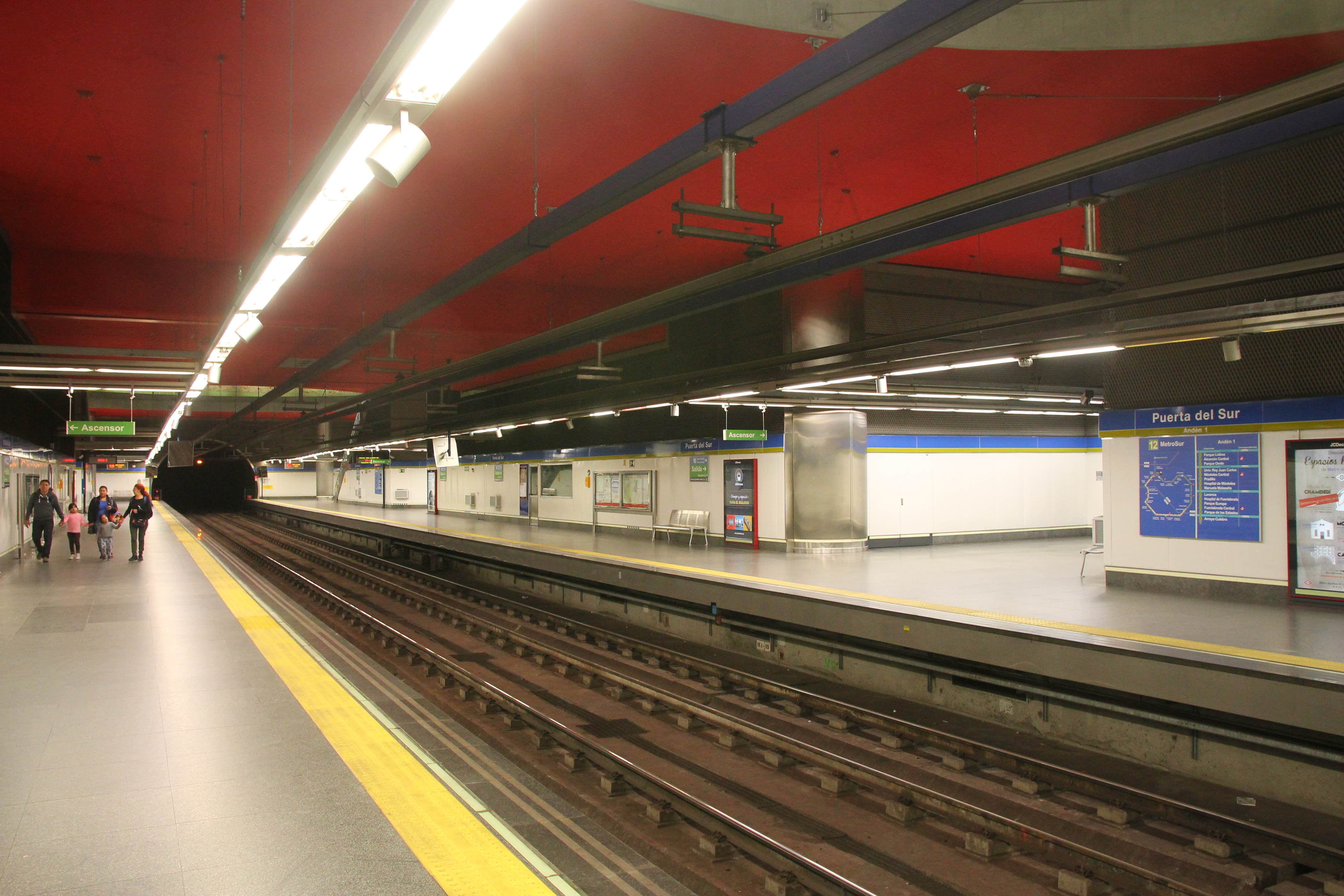
Nástupiště stanice – linka 12
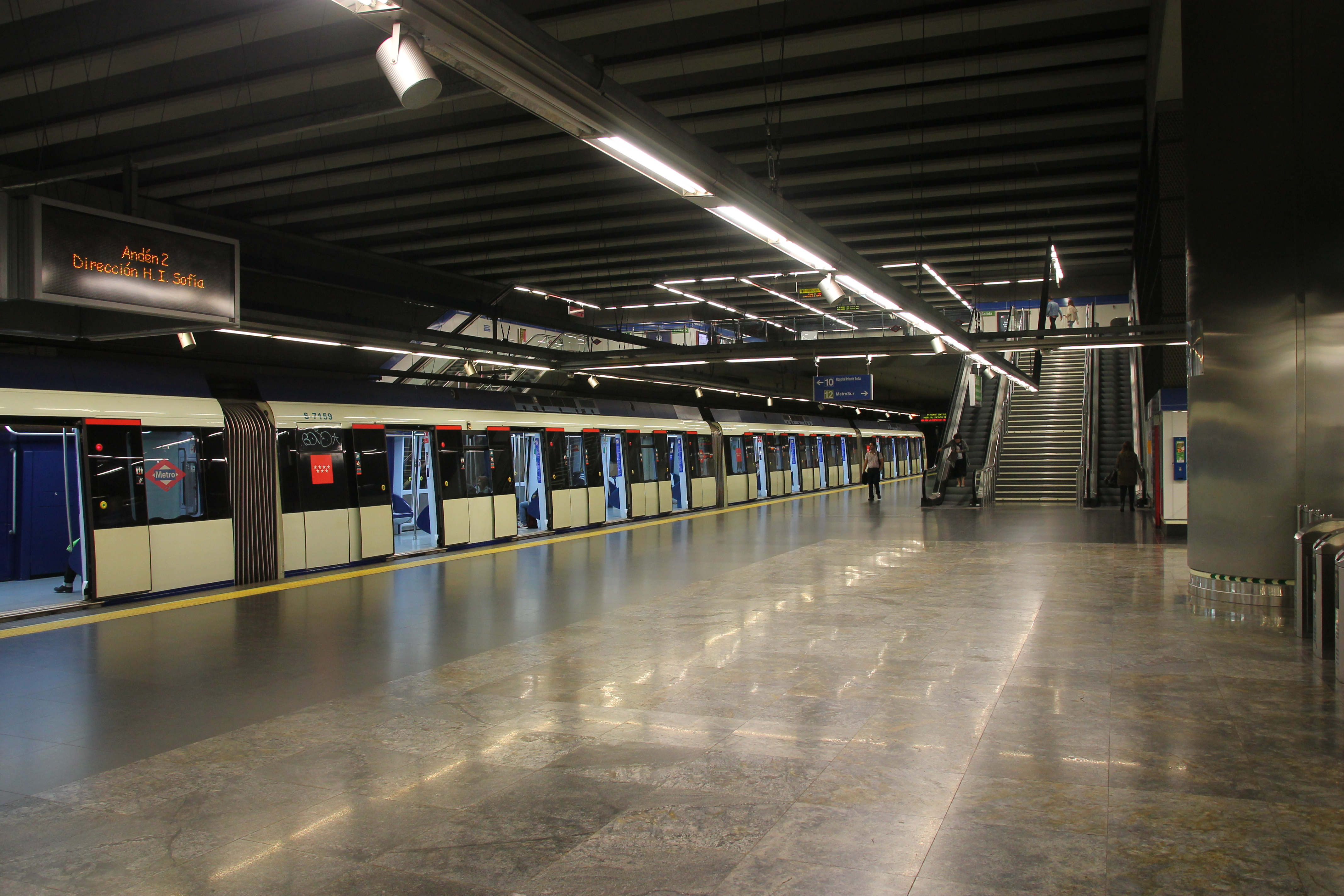
Nástupiště stanice – linka 10
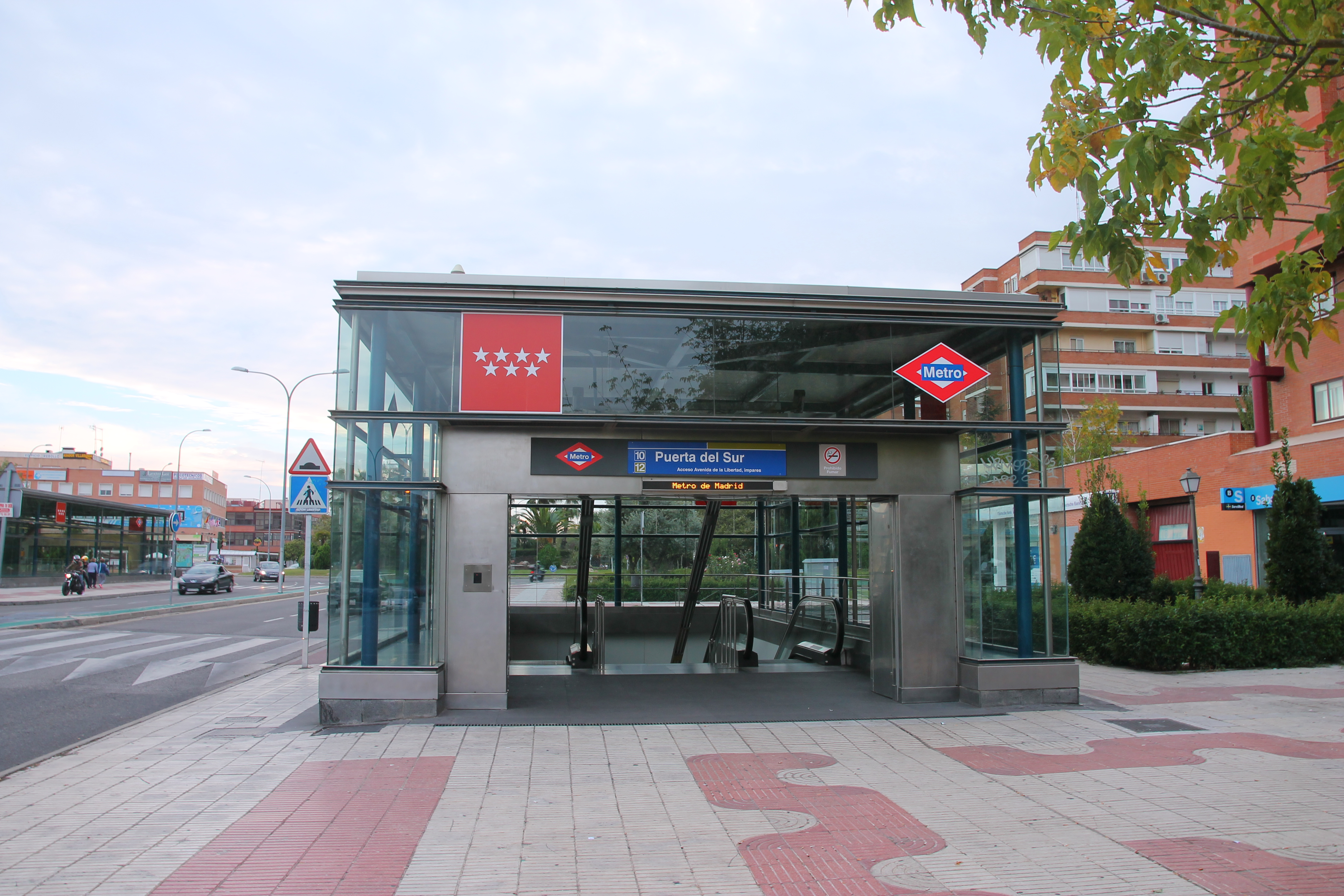
Vstup do stanice
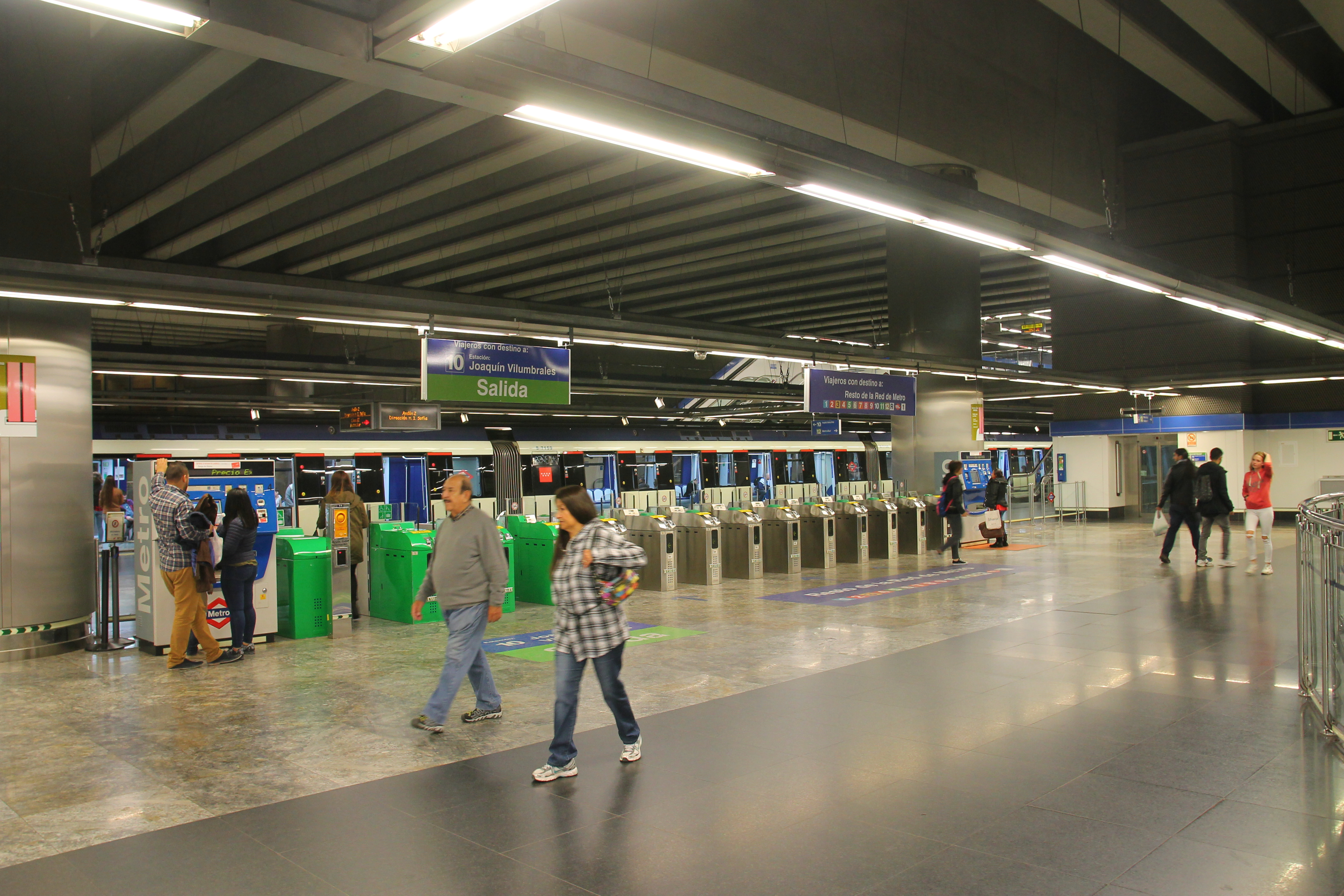
Turnikety dělící tarifní pásma (od linky 12)
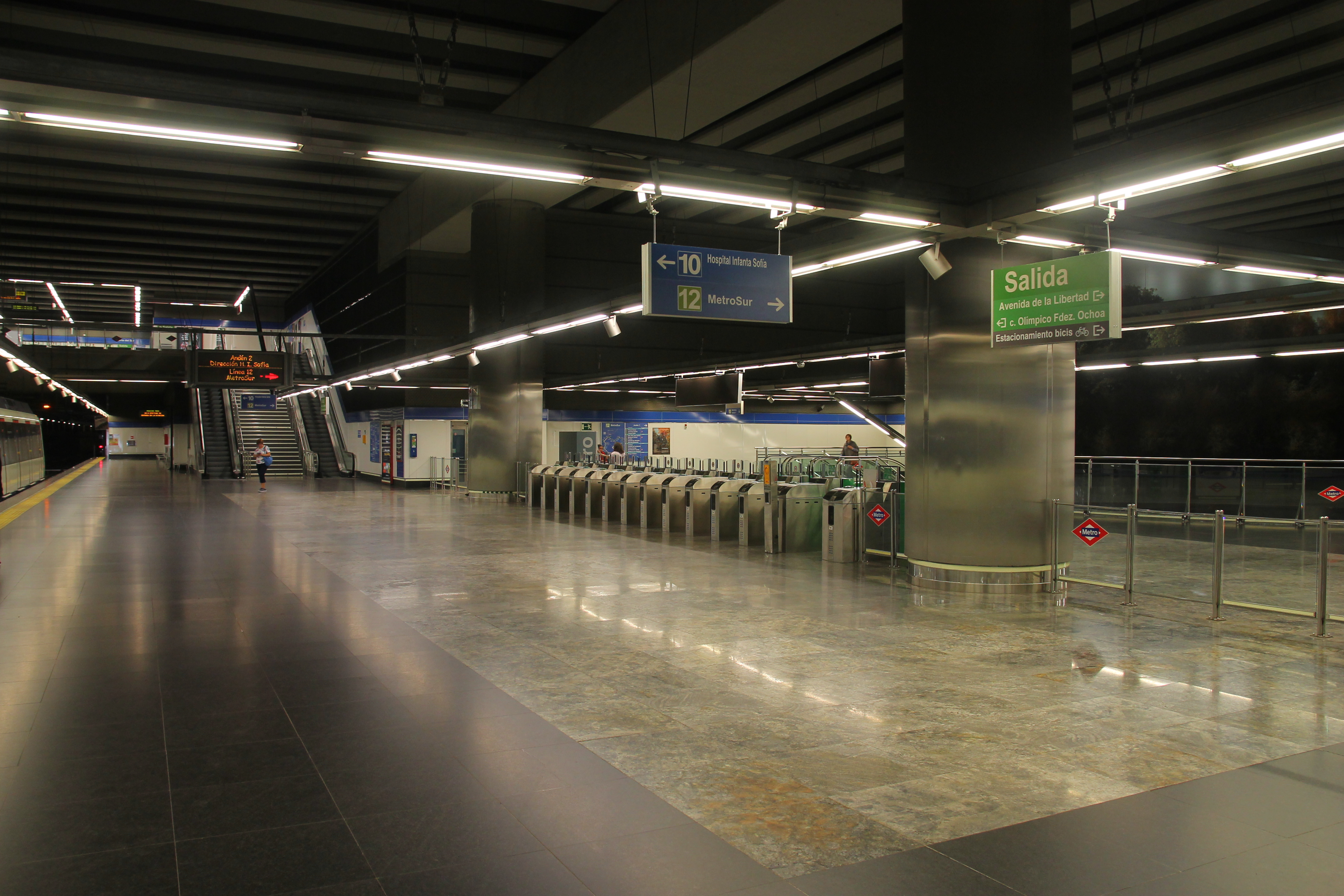
Turnikety dělící tarifní pásma (od linky 10)
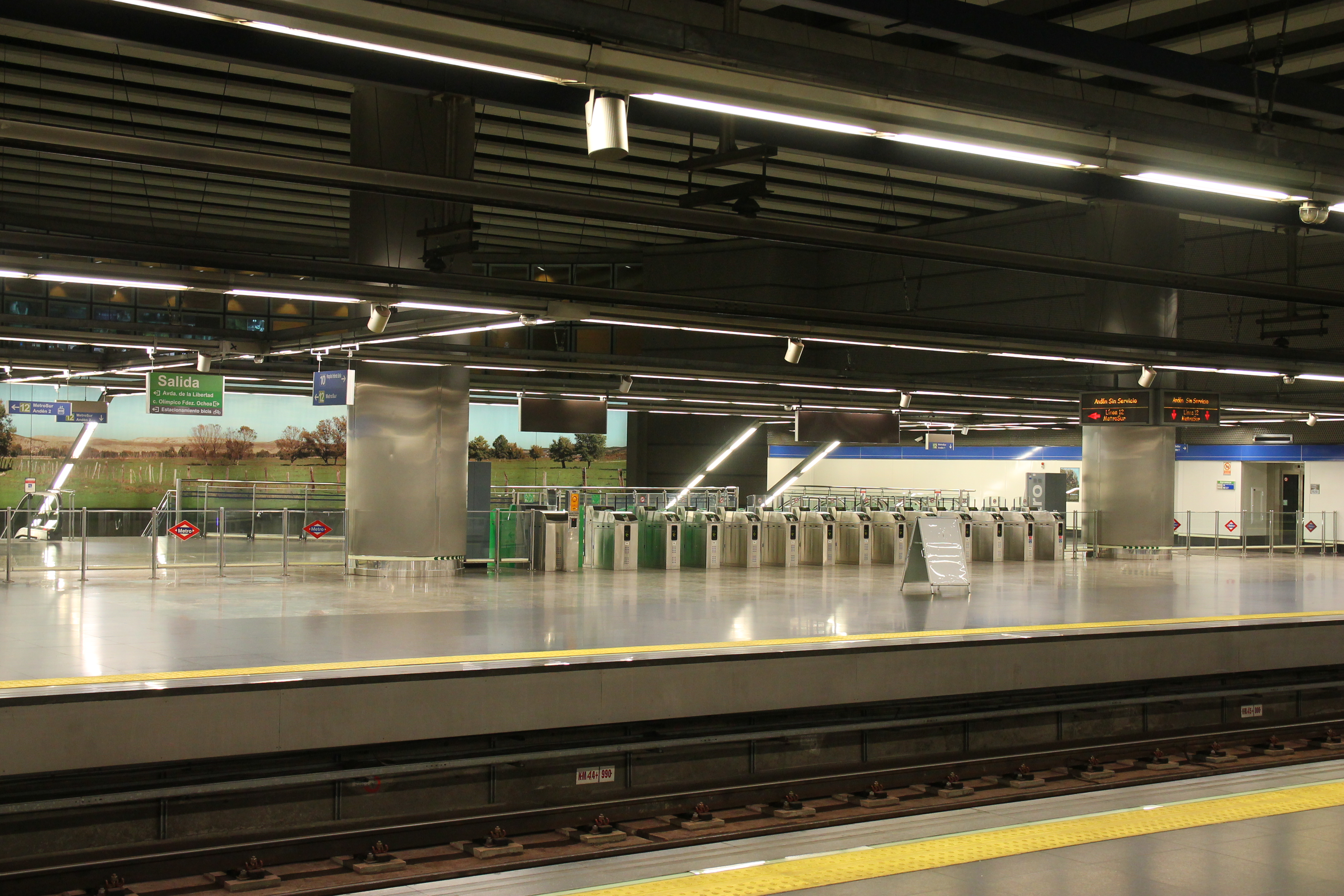
Turnikety v nepoužívané části stanice